# Liste des chapelles de l'Eure
La liste des chapelles de l'Eure présente les chapelles de culte catholique situées sur le territoire des communes du départements français de l'Eure.
Il est fait état des diverses protections dont elles peuvent bénéficier, et notamment les inscriptions et classements au titre des monuments historiques.
Toutes sont situées dans le diocèse d'Évreux.

## Liste
| Chapelle                                                                              | Commune                                   | Adresse                               | Coordonnées                      | Notice         | Protection | Date | Illustration                                                         |
| ------------------------------------------------------------------------------------- | ----------------------------------------- | ------------------------------------- | -------------------------------- | -------------- | ---------- | ---- | -------------------------------------------------------------------- |
| Chapelle Saint-Mauxe d'Acquigny                                                       | Acquigny                                  |                                       | 49° 10′ 11″ nord, 1° 11′ 11″ est | « PA00099289 » |            |      | Chapelle Saint-Mauxe d'Acquigny                                      |
| Chapelle d'Ailly                                                                      | Ailly                                     |                                       | 49° 09′ 41″ nord, 1° 14′ 40″ est |                |            |      | Chapelle d'Ailly                                                     |
| Chapelle du prieuré de Saint-Aubin-des-Frênes                                         | Amfreville-Saint-Amand                    |                                       | 49° 12′ 46″ nord, 0° 55′ 53″ est |                |            |      | Image manquante Téléverser                                           |
| Chapelle Saint-Maur d'Amécourt                                                        | Amécourt                                  |                                       | 49° 22′ 43″ nord, 1° 43′ 54″ est | « IA00017801 » |            |      | Image manquante Téléverser                                           |
| Chapelle du château du Bois de la Lune                                                | Angerville-la-Campagne                    |                                       | 48° 59′ 09″ nord, 1° 09′ 37″ est |                |            |      | Chapelle du château du Bois de la Lune                               |
| Chapelle Saint-Saëns du château de Garambouville                                      | Aviron                                    |                                       | 49° 03′ 24″ nord, 1° 07′ 24″ est |                |            |      | Image manquante Téléverser                                           |
| Chapelle des Minières de Beaubray                                                     | Beaubray                                  |                                       | 48° 55′ 05″ nord, 0° 54′ 54″ est | « PA27000025 » |            |      | Chapelle des Minières de Beaubray                                    |
| Chapelle de Tourlaville de Beaubray                                                   | Beaubray                                  |                                       | 48° 54′ 39″ nord, 0° 54′ 45″ est |                |            |      | Image manquante Téléverser                                           |
| Chapelle de la maladrerie de Saint-Laurent                                            | Beaumontel                                |                                       | 49° 05′ 09″ nord, 0° 45′ 29″ est |                |            |      | Image manquante Téléverser                                           |
| Chapelle dite de Thomas Lindet du cimetière Sainte-Croix de Bernay                    | Bernay                                    |                                       | 49° 05′ 37″ nord, 0° 35′ 59″ est |                |            |      | Chapelle dite de Thomas Lindet du cimetière Sainte-Croix de Bernay   |
| Chapelle du lycée Saint-Anselme de Bernay                                             | Bernay                                    |                                       | 49° 05′ 40″ nord, 0° 36′ 15″ est |                |            |      | Image manquante Téléverser                                           |
| Chapelle Sainte-Jeanne-d'Arc du collège Jeanne-d'Arc de Bernay                        | Bernay                                    |                                       | 49° 05′ 23″ nord, 0° 36′ 05″ est |                |            |      | Chapelle Sainte-Jeanne-d'Arc du collège Jeanne-d'Arc de Bernay       |
| Chapelle de l'hôpital de Bernay                                                       | Bernay                                    |                                       | 49° 05′ 25″ nord, 0° 35′ 21″ est |                |            |      | Chapelle de l'hôpital de Bernay                                      |
| Chapelle de la maison de retraite de Beuzeville                                       | Beuzeville                                |                                       | 49° 20′ 33″ nord, 0° 20′ 52″ est |                |            |      | Image manquante Téléverser                                           |
| Chapelle de l'hospice de Beuzeville                                                   | Beuzeville                                |                                       | 49° 20′ 33″ nord, 0° 20′ 49″ est |                |            |      | Image manquante Téléverser                                           |
| Chapelle Saint-Chéron de Breuilpont                                                   | Breuilpont                                |                                       | 48° 58′ 08″ nord, 1° 27′ 14″ est |                |            |      | Image manquante Téléverser                                           |
| Chapelle de Burey                                                                     | Burey                                     |                                       | 48° 59′ 03″ nord, 0° 57′ 17″ est |                |            |      | Image manquante Téléverser                                           |
| Chapelle Saint-Eutrope de Bézu-la-Forêt                                               | Bézu-la-Forêt                             | château de la Fontaine-du-Houx        | 49° 24′ 44″ nord, 1° 37′ 23″ est |                |            |      | Chapelle Saint-Eutrope de Bézu-la-Forêt                              |
| Chapelle Notre-Dame-de-la-Ronce                                                       | Caumont                                   |                                       | 49° 23′ 01″ nord, 0° 54′ 53″ est |                |            |      | Chapelle Notre-Dame-de-la-Ronce                                      |
| Chapelle Saint-Jean de Chaise-Dieu-du-Theil                                           | Chaise-Dieu-du-Theil                      |                                       | 48° 45′ 58″ nord, 0° 45′ 37″ est |                |            |      | Image manquante Téléverser                                           |
| Chapelle Saint-Martin de Château-sur-Epte                                             | Château-sur-Epte                          |                                       | 49° 11′ 37″ nord, 1° 39′ 35″ est |                |            |      | Chapelle Saint-Martin de Château-sur-Epte                            |
| Chapelle Notre-Dame-de-Belle-Grâce de Cierrey                                         | Cierrey                                   |                                       | 49° 00′ 08″ nord, 1° 16′ 01″ est |                |            |      | Image manquante Téléverser                                           |
| Chapelle de l'hôpital de Conches-en-Ouche                                             | Conches-en-Ouche                          |                                       | 48° 58′ 01″ nord, 0° 56′ 38″ est |                |            |      | Chapelle de l'hôpital de Conches-en-Ouche                            |
| Chapelle Saint-Aubin de Saint-Aubin (Eure)                                            | Conches-en-Ouche                          |                                       | 48° 57′ 00″ nord, 0° 56′ 38″ est |                |            |      | Image manquante Téléverser                                           |
| Chapelle de Criquebeuf-sur-Seine                                                      | Criquebeuf-sur-Seine                      |                                       | 49° 18′ 17″ nord, 1° 05′ 36″ est |                |            |      | Image manquante Téléverser                                           |
| Chapelle du monastère Saint-Paul-de-la-Croix de Croisy-sur-Eure                       | Croisy-sur-Eure                           |                                       | 49° 01′ 55″ nord, 1° 20′ 28″ est |                |            |      | Image manquante Téléverser                                           |
| Chapelle du château de Brécourt                                                       | Douains                                   | Château de Brécourt                   | 49° 03′ 08″ nord, 1° 25′ 25″ est |                |            |      | Chapelle du château de Brécourt                                      |
| Chapelle Notre-Dame de Notre-Dame-des-Puits                                           | Droisy                                    |                                       | 48° 47′ 10″ nord, 1° 09′ 01″ est |                |            |      | Chapelle Notre-Dame de Notre-Dame-des-Puits                          |
| Chapelle Saint-Martin de Carbec                                                       | Fatouville-Grestain                       |                                       | 49° 25′ 11″ nord, 0° 20′ 25″ est | « IA00054699 » |            |      | Chapelle Saint-Martin de Carbec                                      |
| Chapelle Notre-Dame de la Petite-Couture de Fossard                                   | Ferrières-Saint-Hilaire                   |                                       | 49° 01′ 37″ nord, 0° 34′ 26″ est |                |            |      | Image manquante Téléverser                                           |
| Chapelle Notre-Dame ou Saint-Nicolas de Léomesnil                                     | Frenelles-en-Vexin                        |                                       | 49° 16′ 33″ nord, 1° 28′ 46″ est |                |            |      | Image manquante Téléverser                                           |
| Chapelle Saint-Jean de Saint-Jean-de-Frenelles                                        | Frenelles-en-Vexin                        |                                       | 49° 17′ 41″ nord, 1° 29′ 09″ est |                |            |      | Image manquante Téléverser                                           |
| Chapelle de la colonie pénitentiaire des Douaires                                     | Gaillon                                   |                                       | 49° 08′ 58″ nord, 1° 18′ 00″ est |                |            |      | Image manquante Téléverser                                           |
| Chapelle du château de Gaillon                                                        | Gaillon                                   |                                       | 49° 09′ 41″ nord, 1° 19′ 49″ est |                |            |      | Chapelle du château de Gaillon                                       |
| Chapelle Saint-Eustache de Gasny                                                      | Gasny                                     |                                       | 49° 05′ 03″ nord, 1° 36′ 44″ est |                |            |      | Image manquante Téléverser                                           |
| Chapelle du château du Boisgeloup                                                     | Gisors                                    | Le Boisgeloup                         | 49° 15′ 26″ nord, 1° 46′ 48″ est |                |            |      | Image manquante Téléverser                                           |
| Chapelle Saint-Luc de la léproserie Saint-Lazare                                      | Gisors                                    | Léproserie Saint-Lazare (ancienne)    | 49° 16′ 46″ nord, 1° 45′ 49″ est |                |            |      | Chapelle Saint-Luc de la léproserie Saint-Lazare                     |
| Chapelle Saint-Bruno du château de Sahurs de la Forge                                 | Glos-sur-Risle                            |                                       | 49° 16′ 32″ nord, 0° 40′ 46″ est |                |            |      | Image manquante Téléverser                                           |
| Chapelle funéraire de Gournay-le-Guérin                                               | Gournay-le-Guérin                         |                                       | 48° 42′ 30″ nord, 0° 46′ 31″ est |                |            |      | Image manquante Téléverser                                           |
| Chapelle du presbytère de Conchez                                                     | Grosley-sur-Risle                         |                                       | 49° 02′ 59″ nord, 0° 48′ 45″ est |                |            |      | Chapelle du presbytère de Conchez                                    |
| Chapelle Notre-Dame-du-Chêne du bois du Cornillon                                     | Guerny                                    | bois du Cornillon                     | 49° 14′ 13″ nord, 1° 41′ 23″ est |                |            |      | Image manquante Téléverser                                           |
| Chapelle des Augustines d'Harcourt                                                    | Harcourt                                  |                                       | 49° 10′ 00″ nord, 0° 47′ 15″ est |                |            |      | Image manquante Téléverser                                           |
| Chapelle Saint-Sauveur d'Heudicourt                                                   | Heudicourt                                |                                       | 49° 20′ 13″ nord, 1° 40′ 10″ est |                |            |      | Image manquante Téléverser                                           |
| Chapelle Notre-Dame de Platemare                                                      | Houetteville                              |                                       | 49° 07′ 34″ nord, 1° 04′ 27″ est |                |            |      | Image manquante Téléverser                                           |
| Chapelle seigneuriale Notre-Dame-de-Pitié d'Illiers-l'Évêque                          | Illiers-l'Évêque                          |                                       | 48° 49′ 10″ nord, 1° 15′ 48″ est | « PA00099457 » |            |      | Chapelle seigneuriale Notre-Dame-de-Pitié d'Illiers-l'Évêque         |
| Chapelle du château du Rocher de Saint-Just                                           | La Chapelle-Longueville                   |                                       | 49° 06′ 30″ nord, 1° 25′ 54″ est |                |            |      | Image manquante Téléverser                                           |
| Chapelle Notre-Dame-de-Lourdes de La Haye-Aubrée                                      | La Haye-Aubrée                            |                                       | 49° 22′ 57″ nord, 0° 41′ 01″ est |                |            |      | Image manquante Téléverser                                           |
| Chapelle Sainte-Apolline de La Haye-du-Theil                                          | La Haye-du-Theil                          |                                       | 49° 14′ 36″ nord, 0° 52′ 36″ est |                |            |      | Image manquante Téléverser                                           |
| Chapelle Saint-Agapit de Sainte-Vaubourg                                              | La Neuville-du-Bosc                       |                                       | 49° 11′ 43″ nord, 0° 50′ 06″ est |                |            |      | Image manquante Téléverser                                           |
| Chapelle de l'hôpital du Neubourg                                                     | Le Neubourg                               |                                       | 49° 08′ 59″ nord, 0° 54′ 22″ est |                |            |      | Chapelle de l'hôpital du Neubourg                                    |
| Chapelle Saint-Marc de la maladrerie de Sainte-Madeleine du Neubourg                  | Le Neubourg                               |                                       | 49° 09′ 28″ nord, 0° 54′ 34″ est |                |            |      | Image manquante Téléverser                                           |
| Chapelle du château de Saint-Léger                                                    | Le Plessis-Sainte-Opportune               | Château de Saint-Léger                | 49° 03′ 30″ nord, 0° 50′ 17″ est | « PA00099512 » |            |      | Image manquante Téléverser                                           |
| Chapelle de Bethléem (Aubevoye)                                                       | Le Val d'Hazey                            |                                       | 49° 10′ 29″ nord, 1° 19′ 35″ est | « PA00099312 » |            |      | Chapelle de Bethléem (Aubevoye)                                      |
| Chapelle Saint-Wulfranc du château de Courtmoulin                                     | Le Val d'Hazey (Sainte-Barbe-sur-Gaillon) |                                       | 49° 09′ 41″ nord, 1° 19′ 04″ est | « PA27000067 » |            |      | Image manquante Téléverser                                           |
| Chapelle Notre-Dame du manoir de Tournebut                                            | Le Val d'Hazey (Aubevoye)                 |                                       | 49° 11′ 07″ nord, 1° 19′ 50″ est | « IA00017670 » |            |      | Chapelle Notre-Dame du manoir de Tournebut                           |
| Chapelle du château du Fresne                                                         | Le Val-Doré                               |                                       | 48° 57′ 20″ nord, 0° 58′ 22″ est |                |            |      | Image manquante Téléverser                                           |
| Chapelle de l'hôpital Saint-Jacques des Andelys                                       | Les Andelys                               |                                       | 49° 14′ 46″ nord, 1° 23′ 43″ est |                |            |      | Chapelle de l'hôpital Saint-Jacques des Andelys                      |
| Chapelle de Villers                                                                   | Les Andelys                               |                                       | 49° 14′ 08″ nord, 1° 27′ 15″ est |                |            |      | Image manquante Téléverser                                           |
| Chapelle Saint-Gaud des Baux-Sainte-Croix                                             | Les Baux-Sainte-Croix                     |                                       | 48° 58′ 07″ nord, 1° 04′ 37″ est |                |            |      | Image manquante Téléverser                                           |
| Chapelle Sainte-Suzanne du prieuré du Désert de Sainte-Suzanne                        | Les Baux-de-Breteuil                      |                                       | 48° 50′ 23″ nord, 0° 48′ 31″ est |                |            |      | Image manquante Téléverser                                           |
| Chapelle Saint-Pierre des Damps                                                       | Les Damps                                 |                                       | 49° 18′ 11″ nord, 1° 10′ 28″ est | « IA00017951 » |            |      | Image manquante Téléverser                                           |
| Chapelle Saint-Maurice de Marcouville                                                 | Les Monts du Roumois                      |                                       | 49° 16′ 42″ nord, 0° 51′ 02″ est |                |            |      | Image manquante Téléverser                                           |
| Chapelle Sainte-Madeleine de Lieurey                                                  | Lieurey                                   |                                       | 49° 14′ 16″ nord, 0° 29′ 30″ est |                |            |      | Image manquante Téléverser                                           |
| Chapelle du château du Bois Préau                                                     | Lisors                                    |                                       | 49° 21′ 30″ nord, 1° 28′ 41″ est |                |            |      | Image manquante Téléverser                                           |
| Chapelle du château du Logis                                                          | Lisors                                    |                                       | 49° 21′ 15″ nord, 1° 28′ 12″ est |                |            |      | Chapelle du château du Logis                                         |
| Chapelle Sainte-Catherine de Fontaine de Sainte-Catherine                             | Lisors                                    |                                       | 49° 22′ 23″ nord, 1° 29′ 47″ est |                |            |      | Chapelle Sainte-Catherine de Fontaine de Sainte-Catherine            |
| Chapelle du cimetière de Longchamps                                                   | Longchamps                                |                                       | 49° 21′ 44″ nord, 1° 37′ 25″ est |                |            |      | Image manquante Téléverser                                           |
| Chapelle Saint-Gorgon de Longchamps                                                   | Longchamps                                |                                       | 49° 21′ 54″ nord, 1° 37′ 55″ est |                |            |      | Image manquante Téléverser                                           |
| Chapelle du château de Saint-Crespin                                                  | Lorleau                                   |                                       | 49° 26′ 15″ nord, 1° 31′ 24″ est |                |            |      | Image manquante Téléverser                                           |
| Chapelle de l'hôpital Saint-Jean de Louviers                                          | Louviers                                  |                                       | 49° 12′ 40″ nord, 1° 10′ 31″ est |                |            |      | Image manquante Téléverser                                           |
| Chapelle du prieuré Saint-Lubin                                                       | Louviers                                  |                                       | 49° 13′ 15″ nord, 1° 08′ 02″ est |                |            |      | Chapelle du prieuré Saint-Lubin                                      |
| Chapelle des Sœurs-de-l'Enfant-Jésus de Louviers                                      | Louviers                                  |                                       | 49° 12′ 47″ nord, 1° 10′ 07″ est |                |            |      | Chapelle des Sœurs-de-l'Enfant-Jésus de Louviers                     |
| Chapelle du prieuré de Bénédictins Saint-Aubin de Villaine                            | Lyons-la-Forêt                            |                                       | 49° 23′ 30″ nord, 1° 26′ 56″ est |                |            |      | Image manquante Téléverser                                           |
| Chapelle Saint-Jean de l'Essart Mador                                                 | Lyons-la-Forêt                            |                                       | 49° 23′ 44″ nord, 1° 26′ 43″ est |                |            |      | Chapelle Saint-Jean de l'Essart Mador                                |
| Chapelle Sainte-Geneviève de Mainneville                                              | Mainneville                               |                                       | 49° 22′ 12″ nord, 1° 40′ 50″ est | « IA00017846 » |            |      | Image manquante Téléverser                                           |
| Chapelle Saint-Nicolas de Bonnebos                                                    | Manneville-sur-Risle                      |                                       | 49° 21′ 25″ nord, 0° 32′ 22″ est |                |            |      | Chapelle Saint-Nicolas de Bonnebos                                   |
| Chapelle Saint-Gourgon du Tilleul                                                     | Marbois                                   |                                       | 48° 52′ 40″ nord, 0° 54′ 03″ est |                |            |      | Image manquante Téléverser                                           |
| Chapelle Saint-Clair-et-Sainte-Catherine de Saint-Pierre-du-Mesnil - le Mesnil        | Mesnil-en-Ouche                           |                                       | 48° 56′ 09″ nord, 0° 34′ 39″ est |                |            |      | Image manquante Téléverser                                           |
| Chapelle du château du Blanc-Buisson de Beaumesnil                                    | Mesnil-en-Ouche                           |                                       | 48° 56′ 20″ nord, 0° 33′ 53″ est |                |            |      | Image manquante Téléverser                                           |
| Chapelle de la famille Firmin-Didot du Mesnil-Bas                                     | Mesnil-sur-l'Estrée                       |                                       | 48° 46′ 05″ nord, 1° 18′ 06″ est |                |            |      | Image manquante Téléverser                                           |
| Chapelle du cimetière de Condé-sur-Iton                                               | Mesnils-sur-Iton                          |                                       | 48° 50′ 02″ nord, 0° 57′ 23″ est |                |            |      | Image manquante Téléverser                                           |
| Chapelle Notre-Dame-du-Mont-Carmel de Gouville                                        | Mesnils-sur-Iton                          |                                       | 48° 50′ 55″ nord, 0° 59′ 59″ est |                |            |      | Image manquante Téléverser                                           |
| Chapelle Saint-Laurent du château de Chambray                                         | Mesnils-sur-Iton                          | Château de Chambray                   | 48° 50′ 26″ nord, 1° 00′ 23″ est |                |            |      | Image manquante Téléverser                                           |
| Chapelle du château d'Hellenvilliers                                                  | Mesnils-sur-Iton                          |                                       | 48° 48′ 19″ nord, 1° 06′ 23″ est |                |            |      | Image manquante Téléverser                                           |
| Chapelle funéraire de Condé-sur-Iton                                                  | Mesnils-sur-Iton                          |                                       | 48° 50′ 02″ nord, 0° 57′ 23″ est |                |            |      | Chapelle funéraire de Condé-sur-Iton                                 |
| Chapelle du cimetière de Morgny                                                       | Morgny                                    |                                       | 49° 22′ 49″ nord, 1° 35′ 14″ est |                |            |      | Image manquante Téléverser                                           |
| Chapelle du Laye                                                                      | Nagel-Séez-Mesnil                         |                                       | 48° 55′ 23″ nord, 0° 56′ 03″ est |                |            |      | Image manquante Téléverser                                           |
| Chapelle Saint-Éloi de Fontaine-la-Soret                                              | Nassandres sur Risle                      |                                       | 49° 07′ 48″ nord, 0° 43′ 11″ est | « PA00099417 » |            |      | Chapelle Saint-Éloi de Fontaine-la-Soret                             |
| Chapelle de l'institut médico-éducatif des Papillons blancs de la Rivière-Thibouville | Nassandres sur Risle                      |                                       | 49° 08′ 51″ nord, 0° 43′ 49″ est |                |            |      | Image manquante Téléverser                                           |
| Chapelle Saint-Denis du prieuré Saint-Denis de Saint-Denis                            | Nassandres sur Risle                      |                                       | 49° 07′ 05″ nord, 0° 44′ 20″ est |                |            |      | Image manquante Téléverser                                           |
| Chapelle Saint-Nicolas de la Rivière-Thibouville                                      | Nassandres sur Risle                      |                                       | 49° 08′ 48″ nord, 0° 43′ 53″ est |                |            |      | Image manquante Téléverser                                           |
| Chapelle Notre-Dame de Charnelles                                                     | Piseux                                    |                                       | 48° 46′ 19″ nord, 0° 56′ 16″ est |                |            |      | Image manquante Téléverser                                           |
| Chapelle de l'orphelinat de Saint-Germain-Village                                     | Pont-Audemer                              |                                       | 49° 20′ 53″ nord, 0° 30′ 19″ est |                |            |      | Image manquante Téléverser                                           |
| Chapelle Saint-Louis de Pont-Authou                                                   | Pont-Authou                               |                                       | 49° 14′ 36″ nord, 0° 42′ 17″ est |                |            |      | Chapelle Saint-Louis de Pont-Authou                                  |
| Chapelle Grimoult de Tournedos-sur-Seine                                              | Porte-de-Seine                            |                                       | 49° 16′ 20″ nord, 1° 15′ 07″ est |                |            |      | Image manquante Téléverser                                           |
| Chapelle du château de la Madeleine                                                   | Pressagny-l'Orgueilleux                   | Château de la Madeleine               | 49° 07′ 23″ nord, 1° 27′ 19″ est |                |            |      | Image manquante Téléverser                                           |
| Chapelle Saint-Mathurin de Goupilière                                                 | Puchay                                    |                                       | 49° 22′ 25″ nord, 1° 32′ 22″ est |                |            |      | Image manquante Téléverser                                           |
| Chapelle de l'École des Roches                                                        | Verneuil d'Avre et d'Iton                 | École des Roches                      | 48° 44′ 32″ nord, 0° 53′ 22″ est |                |            |      | Image manquante Téléverser                                           |
| Chapelle Saint-Michel de l'abbaye Notre-Dame de Fontaine-Guérard                      | Radepont                                  | abbaye Notre-Dame de Fontaine-Guérard | 49° 21′ 02″ nord, 1° 18′ 33″ est |                |            |      | Chapelle Saint-Michel de l'abbaye Notre-Dame de Fontaine-Guérard     |
| Chapelle du château de Bonnemare                                                      | Radepont                                  | Château de Bonnemare                  | 49° 19′ 53″ nord, 1° 19′ 59″ est |                |            |      | Chapelle du château de Bonnemare                                     |
| Chapelle Sainte-Marie-Madeleine du manoir de la Champagne                             | Reuilly                                   |                                       | 49° 03′ 26″ nord, 1° 14′ 26″ est |                |            |      | Image manquante Téléverser                                           |
| Chapelle Saint-Denis d'Herponcey                                                      | Rugles                                    |                                       | 48° 48′ 02″ nord, 0° 41′ 39″ est | « PA00099634 » |            |      | Chapelle Saint-Denis d'Herponcey                                     |
| Chapelle Sainte-Clotilde de Saint-Germain-de-Pasquier                                 | Saint-Germain-de-Pasquier                 |                                       | 49° 14′ 47″ nord, 1° 00′ 02″ est |                |            |      | Chapelle Sainte-Clotilde de Saint-Germain-de-Pasquier                |
| Chapelle de Saint-Germain-des-Angles                                                  | Saint-Germain-des-Angles                  |                                       | 49° 05′ 23″ nord, 1° 08′ 27″ est |                |            |      | Image manquante Téléverser                                           |
| Chapelle Notre-Dame-de-Bon-Secours de la Métairie                                     | Saint-Germain-la-Campagne                 |                                       | 49° 04′ 14″ nord, 0° 23′ 48″ est |                |            |      | Chapelle Notre-Dame-de-Bon-Secours de la Métairie                    |
| Chapelle de Saint-Jean-du-Thenney                                                     | Saint-Jean-du-Thenney                     |                                       | 49° 01′ 03″ nord, 0° 27′ 50″ est |                |            |      | Image manquante Téléverser                                           |
| Chapelle Notre-Dame-de-Bon-Secours du Château                                         | Saint-Luc                                 |                                       | 48° 58′ 31″ nord, 1° 13′ 42″ est |                |            |      | Image manquante Téléverser                                           |
| Chapelle Saint-Firmin de Saint-Martin-Saint-Firmin                                    | Saint-Martin-Saint-Firmin                 |                                       | 49° 17′ 56″ nord, 0° 32′ 47″ est | « PA00132695 » |            |      | Chapelle Saint-Firmin de Saint-Martin-Saint-Firmin                   |
| Chapelle Notre-Dame-de-Grâce de Saint-Pierre-de-Bailleul                              | Saint-Pierre-de-Bailleul                  |                                       | 49° 07′ 24″ nord, 1° 23′ 24″ est | « IA00017748 » |            |      | Chapelle Notre-Dame-de-Grâce de Saint-Pierre-de-Bailleul             |
| Chapelle du château de la Chevalerie                                                  | Saint-Samson-de-la-Roque                  |                                       | 49° 25′ 08″ nord, 0° 26′ 10″ est |                |            |      | Image manquante Téléverser                                           |
| Chapelle Notre-Dame de Notre-Dame-des-Mares                                           | Saint-Sylvestre-de-Cormeilles             |                                       | 49° 14′ 24″ nord, 0° 24′ 10″ est |                |            |      | Chapelle Notre-Dame de Notre-Dame-des-Mares                          |
| Chapelle de la Monnerie                                                               | Saint-Sébastien-de-Morsent                |                                       | 49° 00′ 57″ nord, 1° 04′ 43″ est |                |            |      | Image manquante Téléverser                                           |
| Chapelle de l'hôpital de la Musse                                                     | Saint-Sébastien-de-Morsent                |                                       | 49° 00′ 15″ nord, 1° 04′ 35″ est |                |            |      | Image manquante Téléverser                                           |
| Chapelle Saint-Victor de Saint-Victor-sur-Avre                                        | Saint-Victor-sur-Avre                     |                                       | 48° 42′ 06″ nord, 0° 51′ 17″ est |                |            |      | Chapelle Saint-Victor de Saint-Victor-sur-Avre                       |
| Chapelle Saint-Lubin du Bosc                                                          | Sainte-Opportune-du-Bosc                  |                                       | 49° 10′ 42″ nord, 0° 50′ 03″ est | « PA00099561 » |            |      | Image manquante Téléverser                                           |
| Chapelle de la maison d'enfants Saint-Vincent-de-Paul de Thibouville                  | Thibouville                               |                                       | 49° 08′ 56″ nord, 0° 47′ 28″ est |                |            |      | Chapelle de la maison d'enfants Saint-Vincent-de-Paul de Thibouville |
| Chapelle de l'abbaye Saint-Nicolas de Verneuil                                        | Verneuil d'Avre et d'Iton                 | Abbaye Saint-Nicolas de Verneuil      | 48° 44′ 07″ nord, 0° 55′ 24″ est |                |            |      | Chapelle de l'abbaye Saint-Nicolas de Verneuil                       |
| Chapelle de l'Hôtel-Dieu de Verneuil-sur-Avre                                         | Verneuil d'Avre et d'Iton                 |                                       | 48° 44′ 12″ nord, 0° 55′ 49″ est |                |            |      | Chapelle de l'Hôtel-Dieu de Verneuil-sur-Avre                        |
| Chapelle Notre-Dame-de-la-Pitié de Malicorne                                          | Verneuil d'Avre et d'Iton                 |                                       | 48° 47′ 27″ nord, 0° 50′ 05″ est |                |            |      | Image manquante Téléverser                                           |
| Chapelle de la maison mère des Sœurs de Jésus-au-temple de Vernon                     | Vernon                                    |                                       | 49° 05′ 22″ nord, 1° 29′ 03″ est |                |            |      | Image manquante Téléverser                                           |
| Chapelle de l'hôpital Saint-Louis de Vernon                                           | Vernon                                    |                                       | 49° 05′ 28″ nord, 1° 29′ 15″ est |                |            |      | Chapelle de l'hôpital Saint-Louis de Vernon                          |
| Chapelle Saint-Nicolas de Criquetot                                                   | Villettes                                 |                                       | 49° 09′ 35″ nord, 1° 02′ 37″ est |                |            |      | Image manquante Téléverser                                           |
| Chapelle de la commanderie de Chanu                                                   | Villiers-en-Désœuvre                      |                                       | 48° 57′ 03″ nord, 1° 27′ 45″ est |                |            |      | Chapelle de la commanderie de Chanu                                  |
| Chapelle Saint-Pierre de Chanu                                                        | Villiers-en-Désœuvre                      |                                       | 48° 57′ 03″ nord, 1° 27′ 44″ est |                |            |      | Chapelle Saint-Pierre de Chanu                                       |
| Chapelle du château du Bois-Héroult                                                   | Écaquelon                                 |                                       | 49° 18′ 01″ nord, 0° 43′ 09″ est |                |            |      | Image manquante Téléverser                                           |
| Chapelle Saint-Jean-Baptiste de l'hôpital d'Écouis                                    | Écouis                                    |                                       | 49° 18′ 36″ nord, 1° 26′ 01″ est |                |            |      | Chapelle Saint-Jean-Baptiste de l'hôpital d'Écouis                   |
| Chapelle Saint-Hildevert de Couillerville                                             | Émanville                                 |                                       | 49° 02′ 40″ nord, 0° 54′ 25″ est |                |            |      | Image manquante Téléverser                                           |
| Chapelle du couvent des dominicaines d'Étrépagny                                      | Étrépagny                                 |                                       | 49° 18′ 14″ nord, 1° 36′ 47″ est |                |            |      | Chapelle du couvent des dominicaines d'Étrépagny                     |
| Chapelle de l'école Notre-Dame d'Évreux                                               | Évreux                                    | Institution Notre-Dame Saint-François | 49° 01′ 11″ nord, 1° 09′ 10″ est |                |            |      | Image manquante Téléverser                                           |
| Chapelle de l'hôpital spécialisé de Navarre                                           | Évreux                                    |                                       | 49° 01′ 10″ nord, 1° 06′ 46″ est |                |            |      | Image manquante Téléverser                                           |
| Chapelle des sœurs de la Providence d'Évreux                                          | Évreux                                    |                                       | 49° 01′ 27″ nord, 1° 08′ 24″ est |                |            |      | Image manquante Téléverser                                           |
| Chapelle dite de la Cavée Boudin d'Évreux                                             | Évreux                                    |                                       | 49° 01′ 04″ nord, 1° 08′ 15″ est |                |            |      | Image manquante Téléverser                                           |
| Chapelle du cimetière Saint-Louis d'Évreux                                            | Évreux                                    | Cimetière Saint-Louis                 | 49° 01′ 22″ nord, 1° 09′ 30″ est |                |            |      | Image manquante Téléverser                                           |
| Chapelle du collège Saint-François-de-Sales d'Évreux                                  | Évreux                                    | Institution Notre-Dame Saint-François | 49° 00′ 59″ nord, 1° 08′ 55″ est |                |            |      | Chapelle du collège Saint-François-de-Sales d'Évreux                 |
| Chapelle du grand puis du petit séminaire d'Évreux                                    | Évreux                                    |                                       | à géolocaliser                   |                |            |      | Image manquante Téléverser                                           |
| Chapelle du séminaire des Eudistes d'Évreux                                           | Évreux                                    |                                       | 49° 01′ 25″ nord, 1° 08′ 38″ est |                |            |      | Image manquante Téléverser                                           |
| Chapelle Saint-Joseph du couvent des Ursulines d'Évreux                               | Évreux                                    |                                       | 49° 01′ 42″ nord, 1° 09′ 06″ est |                |            |      | Chapelle Saint-Joseph du couvent des Ursulines d'Évreux              |
| Chapelle Saint-Michel-des-Vignes d'Évreux                                             | Évreux                                    |                                       | 49° 01′ 50″ nord, 1° 08′ 28″ est |                |            |      | Image manquante Téléverser                                           |